# Хоге
Хоге (њем. Hooge) општина је у њемачкој савезној држави Шлезвиг-Холштајн. Једно је од 132 општинска средишта округа Нордфризланд. Према процјени из 2010. у општини је живјело 80 становника. Посједује регионалну шифру (AGS) 1054050, NUTS (DEF07) и LOCODE (DE HGE) код.

## Географски и демографски подаци
Хоге се налази у савезној држави Шлезвиг-Холштајн у округу Нордфризланд. Општина се налази на надморској висини од 5 метара. Површина општине износи 5,8 km². У самом мјесту је, према процјени из 2010. године, живјело 80 становника. Просјечна густина становништва износи 14 становника/km².